# Proboloptera leucoprepes
Proboloptera leucoprepes là một loài bướm đêm trong họ Geometridae.